# Dicranomyia (Peripheroptera) morgana
Dicranomyia (Peripheroptera) morgana is een tweevleugelige uit de familie steltmuggen (Limoniidae). De soort komt voor in het Neotropisch gebied.